# Bruno de Colônia
Bruno de Colônia ou São Bruno (em alemão:  Bruno von Köln; Colônia, 1030 ou 1035 – Serra San Bruno, 6 de outubro de 1101) foi um monge alemão, fundador da Ordem da Cartuxa, proclamado santo pela Igreja Católica. A Ordem dos Cartuxos é considerada a mais rígida de todas as ordens religiosas da Igreja Católica, e atravessou a história sem quaisquer reformas e inspirou, ainda, a fundação da Família Monástica de Belém, da Assunção da Virgem e de São Bruno.
Nasceu na Alemanha, no seio de uma família nobre, em 1035. Foi sacerdote amigo e admirado pelo Arcebispo de Reims. Inteligente e piedoso, começou a dar aulas na escola da Catedral de Reims, até que já, cinquentenário e cônego, amadureceu a inspiração de servir a uma Ordem religiosa.
Após curto estágio num mosteiro beneditino, retirou-se a uma região montanhosa chamada de Cartuxa e, com a aprovação e bênção de um Bispo, foi-lhe oferecido o lugar. Assim, São Bruno começou sua obra a partir do coração quente de amor por Jesus e pelo Reino do Céu. Com os companheiros observava-se o absoluto silêncio, a fim do aprofundamento na oração e à meditação das coisas divinas, ofícios litúrgicos comunitários, obediência aos superiores, trabalhos agrícolas, transcrição de manuscritos e livros piedosos.
Quando um dos discípulos de São Bruno se tornou Papa, teve ele que obedecer ao Vigário de Cristo, já que este o queria como assessor; porém, recusou ser bispo e após pedir com insistência ao Papa Urbano II, conseguiu voltar à vida religiosa eremítica quando, juntamente com alguns seus amigos de Roma, fundou no sul da Itália o mosteiro de Santa Maria da Torre, onde veio a falecer em 1101.
As últimas palavras foram: "Eu creio nos Santos Sacramentos da Igreja Católica e, em particular, creio que o pão e o vinho consagrados, na Santa Missa, são o Corpo e o Sangue, verdadeiros, de Jesus Cristo".